# Codename: Panzers
Das Computerspiel Codename: Panzers ist ein vom ungarischen Entwicklerstudio Stormregion entwickeltes und vom Publisher CDV in Deutschland vertriebenes Echtzeit-Strategiespiel, das im Zweiten Weltkrieg in Europa angesiedelt ist.

## Codename: Panzers – Phase 1
Die deutsche Kampagne beginnt mit den Blitzkriegen gegen Polen und Frankreich und endet mit der Schlacht um Stalingrad während des „Fall Blau“. Die russische Kampagne beginnt mit der Abwehr des deutschen Angriffs auf die Vororte von Moskau und endet nach der Schlacht um Berlin. Die Kampagne der Westalliierten beginnt mit der Operation Overlord und der Landung in der Normandie.
Das Spiel legt wenig Wert auf historische Genauigkeit, was die Funktionalität der militärischen Einheiten oder die genauen historischen Umstände angeht, sondern legt den Schwerpunkt auf einen schnellen und leicht erlernbaren Spielablauf. Es enthält auch humoristische Elemente, so werden zwischen den Missionen entsprechende Tagebucheinträge bzw. Feldpost vorgelesen.
Die Veröffentlichung im Jahre 2004 konnte sehr gute Kritiken in den Spielezeitschriften erringen und war ein Verkaufserfolg. Codename: Panzers erreichte Platz 1 der in Deutschland maßgeblichen GFK-Verkaufscharts für PC-Spiele.

## Codename: Panzers – Phase 2
Der Nachfolger präsentiert sich mit größeren Schlachtfeldern und einer höheren Zahl unterschiedlicher Einheiten, auch wurde ein Karteneditor eingebaut. Spiel-Engine und Grafik sind gegenüber dem Vorgänger kaum verändert. Die Szenarien in Phase 2 sind der deutsche Afrikafeldzug, die Invasion in Italien durch die Alliierten 1943 und der Krieg in Jugoslawien, wobei letzterer eine Kampagne auf Seiten der jugoslawischen Partisanen erlaubt.

## Codename: Panzers – Cold War
Der dritte Teil der Panzers-Serie thematisiert einen fiktiven Konflikt um 1949 zwischen den Amerikanern, der NATO und dem Warschauer Pakt, die im geteilten Deutschland aufeinanderstoßen. Der Titel wurde bereits Ende 2005 für das Jahr 2008 angekündigt, unter anderem versprach man, dass erstmals in der Serie Hubschrauber und Marine als Einheiten zur Verfügung stehen werden. Cold War wurde nicht mehr von CDV vertrieben, sondern von Atari SA. Die Entwickler Stormregion wurden zwischenzeitlich von der Belgischen 10tacle Studios AG aufgekauft, die aber im April 2007 Konkurs anmelden musste. Die Softwarefirma InnoGlow setzte die Entwicklung fort. Das Spiel verwendet die für das Spiel entwickelte Engine Gepard 3, welche physikalische Berechnungen und dadurch zum Beispiel individuell umstürzende Gebäude ermöglicht.
Die Veröffentlichung war ursprünglich für den 27. März 2008 geplant, erfolgte jedoch letztendlich erst am 12. März 2009.

## Informationen
Man kann alle Teile von Codename: Panzers sowohl im Einzelspieler- als auch im Mehrspielermodus spielen.

## Sonstiges
Im Spiel ist der englische Originaltitel des Todes-Witz-Sketchs von Monty Python thefunniestjokeintheworld (ohne Leerzeichen geschrieben) ein Cheat, der alle auf dem Bildschirm befindlichen Einheiten des Gegners tötet und dazu Textzeilen aus dem Witz auf dem Bildschirm anzeigt.